# Linha de Passe
Linha de Passe (formalmente chamado de Linha de Passe - Mesa Redonda) é uma mesa-redonda sobre futebol exibida ao vivo pela ESPN desde 10 de agosto de 1998.
Entre 1998 e 2014, o programa era exibido apenas às segundas-feiras, porém, após a Copa do Mundo daquele ano, foi criada uma segunda edição semanal, às sextas-feiras.

## História
Em 1998, a ESPN Brasil, fundada 3 anos antes, transmitiria sua primeira Copa do Mundo. Uma das atrações especiais criadas pelo canal foi o "A Copa é Nossa - Mesa Redonda", um programa exibido todas as noites, ao vivo, reunindo seus principais comentaristas num debate sobre o dia a dia da Copa. Era apresentado por Milton Leite com comentários de José Trajano, Antero Greco, Paulo Calçade, Paulo César Vasconcellos, Reali Júnior e Tostão. O programa foi exibido entre 2 de dezembro de 1997 e 12 de julho de 1998.
Os resultados obtidos pelo programa foram positivos, e os pedidos dos telespectadores pela volta do programa impulsionaram a criação de uma mesa redonda permanente na programação do canal. Com isso, em 10 de agosto, foi exibido pela primeira vez o "Linha de Passe - Mesa Redonda", baseado no formato do "A Copa é Nossa", sendo exibido semanalmente, às segundas-feiras. O programa, desta vez, passou a ser principalmente um debate sobre os jogos da rodada do Campeonato Brasileiro, além de jogos dos representantes brasileiros na Libertadores. Toda a equipe do "A Copa é Nossa" voltou para fazer o programa, a exceção de Reali Júnior.
Em 18 de julho de 2014, após a Copa do Mundo de 2014, o programa ganhou uma segunda edição semanal, às sextas-feiras.